# Тужилин, Николай Терентьевич
Николай Терентьевич Тужилин  (род. 5 октября 1930, с. Крепость-Кондурча, Куйбышевская область, РСФСР, СССР) — советский и российский художник, живописец, график. Заслуженный художник Российской Федерации(2004). Ветеран Великой Отечественной войны. Член Союза художников СССР, Московского Союза художников (1971). Член-корреспондент Российской Академии Художеств

## Биография
Учился в Ленинградском высшем художественно-промышленном училище имени Веры Игнатьевны Мухиной (1953-56), Ленинградском институте живописи, скульптуры и архитектуры им. И. Е. Репина (1956-64), окончил по мастерской Иогансон Б.В.
С 1957 года постоянный участник петербургских, московских, республиканских и всесоюзных выставок.
С 1971 года — член Союза Художников СССР, секция живописи. Член творческого объединения «Мост» (московские станковисты).
Живопись Николая Тужилина аутентична, цветовая гамма находится каждый раз заново в её поэтичности и музыкальности. Работы темные, но излучают таинственный свет.

Наблюдения Николая Тужилина полупровинциальной — полудеревенской жизни тянут на своеобразную летопись отношений человека с самим собой, на утверждение ценности не мировых, а семейных связей. Густой замес тёмных коричневых, зелёных, синих тонов создаёт плотную, почти непроницаемую материю: человеческая натура и окружающая реальность — это нечто односоставное, не поддающееся трансформации. — Г. В. Плетнева «Московский  импрессионизм»

 Фигуративность композиций Николая Тужилина провоцирует диалог предмета и среды, у него сюжет — не рассказ о действиях персонажей, а ощущение длящегося состояние. — Г. В. Плетнева «Долгий день»

Зрению Тужилина доступны все оттенки коричневого, бурого, черного и серого, конечно же, серого! Оттенки — это то, что в XX веке почти разучились различать, и даже живописцы оттенкам предпочитают нечто «брутально» определенное. А это значит, что пульсирующая становящаяся, вязкая, порой безвидная и почти бесформенная, но живая жизненная материя уходит из живописи, как уходят из жизни намек, полуулыбка, шепот, робкое дыхание и тому подобные «романтические» неявности. — В. И. Чайковская «Удивить Париж. На московских вернисажах»

Словно взрывает изнутри непривычностью его живописных решений. Единственное профессиональное роскошество, которое позволяет аскетизм его стиля — быть первозданно корявым, как сама земля, в фактуре, мазке и палитре. Тужилин ищет и находит прекрасное там, где до него не пытались искать… — О. В. Петрочук, Мир Живописи
Работы находятся в собраниях Государственного Русского музея, Третьяковской галереи, в областных музеях России, в частных собраниях, коллекциях России, Канады, Японии, США, Италии, Болгарии.

## Избранные выставки
1979 г. Персональная выставка, Москва
1980 г. Персональная выставка «Живопись, графика», Москва
1988 г. Групповая выставка советских художников, София, Болгария
1988 г. 9-я международная биеннале Кошице, Чехословакия
1989 г. «Dieci artisti sivietici contemporanei a Varese», Варесе, Италия
1989 г. Выставка живописи. UNESCO, Париж, Франция
1991 г. «Contemporary Moscow Artists in Tampa», Тампа, США
1995 г. «Живопись, скульптура, графика» галерея Русский дом, Москва
1997 г. Персональная выставка, Галерея на Солянке, Москва
2001 г. Выставка «Москва-С.Петербург», Москва
2002 г. Выставка «Мир живописи», Москва
2004 г. «Дорога в русском искусстве», Государственный Русский музей
2005 г. Персональная выставка «Живопись», Москва
2007 г. Персональная выставка, Москва
2012 г. Выставка «80 лет МСХ», Манеж, Москва
2016 г. Персональная выставка "... к берегу", Галерея живописного искусства, Москва
2016 г. Персональная выставка, ВЗ "Наше наследие", Москва
2020 г. Персональная выставка к 90-летию "Восстановим храм", Выставочный зал Московского Дома художника, Москва
2022 г. Персональная выставка, Музей царскосельская коллекция, Санкт-Петербург

## Награды
Заслуженный художник Российской Федерации.
Золотая медаль Российской Академии художеств за большой вклад в отечественное искусство 